# Placencja
Placencja [pronunciación en polaco: /plaˈt͡sɛnt͡sja/] es un pueblo ubicado en el distrito administrativo de Gmina Łowicz, dentro del Distrito de Łowicz, Voivodato de Łódź, en Polonia central. Se encuentra aproximadamente a 6 kilómetros al sureste de Łowicz y a 48 kilómetros al noreste de la capital regional Łódź.
El pueblo tiene una población de 190 habitantes.